# Simon Skragge
Simon Håkansson Skragge, född på 1620-talet troligen i Filipstad, död 22 juli 1691 i Filipstad, var en svensk kyrkoherde, skald och kopparstickare.
Han var son till borgmästaren Håkan Svensson och Margareta Nilsdotter och från 1657 gift med Agneta Israælis Canutia. Skragge blev student vid Uppsala universitet 1642 och magister 1655 och utnämndes till kyrkoherde i Filipstad 1663. Han skrev en stor mängd tillfällighetsvers mestadels på svensk hexameter dessutom skrev han en begravningsskrift över riksrådet Carl Bonde som han illustrerade med egna kopparstick.